# Amsterdamsche Wisselbank

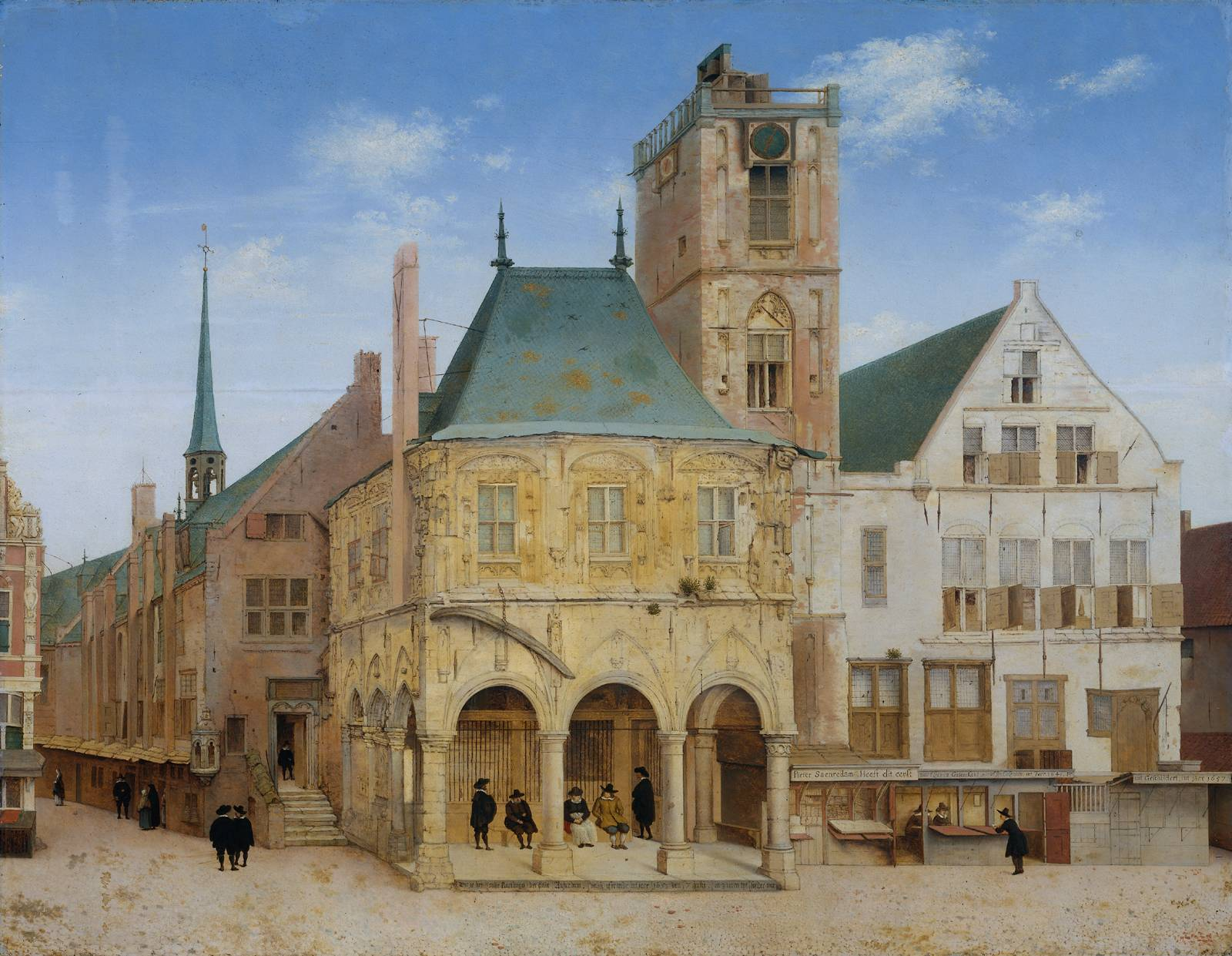
Il vecchio palazzo di città di Amsterdam, in cui aveva sede anche la Banca

La Amsterdamsche Wisselbank (letteralmente "Banco di cambio di Amsterdam") è stata il "banco pubblico" della città di Amsterdam dal 1609 al 1820.

## Storia
La Wissel Bank fu fondata nel 1609 per volontà del consiglio municipale di Amsterdam per rimediare alla crisi di fiducia nelle monete metalliche dovuta alla svalutazione del titolo di oro o argento contenuto nelle stesse. 
In particolare, la moneta più utilizzata ed abbondante era quella spagnola, che era anche quella maggiormente svalutata a causa della crisi finanziaria dell'Impero spagnolo, crisi che portò a ben cinque bancarotte dello stato fra il 1557 e il 1627.

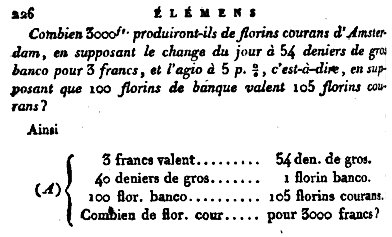
Pagina dagli Élémens d'algèbres di Eulero, 1774

Poiché il valore nominale delle monete era quello fissato dall'autorità che le coniava, i grandi beneficiari della svalutazione erano i kassiers che potevano cambiare le cambiali con moneta svalutata, nonché le zecche estere che potevano fondere le pezze "buone" per trarne un maggior numero di pezzi più leggeri. La municipalità di Amsterdam aveva provato a proibire queste pratiche fraudolente, ma i commercianti erano obbligati a ricorrere ai kassiers, e perciò l'ordinanza del 1604 era rimasta lettera morta.
Nel Settecento la Amsterdamsche Wisselbank era la più grande banca del mondo.
Ad essa dedicò una lunga digressione Adamo Smith ne La ricchezza delle nazioni, in cui descrisse minuziosamente il funzionamento della Banca di Amsterdam per quanto riguardava il cambio delle valute e la poneva ad esempio per le altre nazioni europee, che non avessero ancora una banca di cambio.
L'importanza della Wissel Bank è testimoniata anche dall'edizione francese del trattato di Eulero Éléments d'algèbre in cui si riconosceva che l'Olanda era il centro del mercato valutario europeo.
La reputazione della Banca si incrinò nel 1763, in seguito ad un crollo di borsa che ebbe ricadute anche all'estero.
Un secondo scandalo travolse la Banca nel 1794, quando si scoprì che la stessa, contro i propri statuti, aveva fatto prestito per milioni di fiorini, a diversi soggetti incapaci di restituirli, dalla Compagnia olandese delle Indie orientali al Regno di Francia. Ma non furono solo gli scandali a causare il declino della Banca, esso fu dovuto anche alla perdita d'importanza di Amsterdam nell'economia mondiale a vantaggio di Londra.
Nel 1814 Guglielmo I dei Paesi Bassi fondò la Banca dei Paesi Bassi dandole lo statuto di unica banca d'emissione del nuovo regno, e nel 1820 la Wissel Bank chiuse definitivamente i battenti.

## Organizzazione
Al vertice della Banca c'erano tre commissari (commissarissen).
La Wissel Bank era gestita da funzionari giurati: cassieri, scritturali, contabili e guardie del tesoro, tutti sotto l'autorità degli edili della Città di Amsterdam.
La Banca, come le altre "banche pubbliche" europee, non faceva prestiti. Nel 1614 fu fondato un banco di credito collegato alla Wisselbank, che esercitava prestito anche ai commercianti. Tuttavia, a partire dal 1640 esso si ridusse a funzionare come monte di pietà.
La Wissel Bank funzionava come banco di deposito, di giro e di cambio.

### Banco di cambio
La Wissel Bank prendeva il nome dal privilegio che aveva ricevuto dal consiglio municipale di essere l'unica banca su cui potessero essere incassate le lettere di cambio sulla piazza di Amsterdam. La municipalità, infatti, aveva proibito l'attività dei kassiers ed in questo modo aveva dato alla Banca il monopolio di fatto sulla piazza di Amsterdam. La misura fu peraltro revocata nel 1621.

### Banco di deposito e di giro
La Wisselbank accettava in deposito tutte le monete straniere e locali, valutandole per il loro valore intrinseco di metallo prezioso (oro o argento) e non per il loro valore nominale: le monete di cattiva qualità erano destinate alla fusione per trarne meno pezzi ma di valore corretto. I prelievi, perciò, avvenivano in moneta "buona", dietro pagamento di una commissione che doveva coprire le spese di monetazione e di funzionamento.
I depositi dei clienti erano registrati nei libri contabili a loro credito. Essi potevano effettuare i versamenti fra di loro mediante semplice giroconto. Contrariamente ai prelievi i giroconti erano gratuiti e ciò, dato il numero di transazioni che si effettuavano in città, attirò molti clienti.
Tuttavia, nelle regioni circostanti si continuava a coniare moneta a basso titolo di metallo prezioso, facendo così aumentare il valore dei talleri olandesi e soprattutto facendo affluire alla banca le monete di bassa lega, come i patagoni delle Fiandre. La città di Amsterdam prese una serie di misure per cercare di stabilizzare il mercato dei cambi nel 1619, 1622, e nel 1638, ma intorno al 1640 finì per tollerare l'esistenza di due valute parallele, una moneta di conto, il "fiorino di banco", ed una coniata, il "fiorino corrente". La differenza fra le due valute era fluttuante e costituiva l'aggio. Perciò il cambio delle monete straniere era diverso secondo che fosse calcolato in "fiorini di banco" o in "fiorini correnti".

### XVIII secolo
- Jean-Pierre Ricard, Le Négoce d'Amsterdam, a cura di N.E. Lucas, Amsterdam, 1722.
- James Denham-Steuart, cap. 1 - Of Money of Account, in An Inquiry into the Principles of Political Oeconomy, Dublino, 1767.
- Adam Smith, cap. 4 - delle banche di deposito e particolarmente di quella di Amsterdam, in La ricchezza delle nazioni [An Inquiry into the Nature And Causes of the Wealth of Nations], 1776. ;

### XIX secolo
- Jean-Baptiste Say, Traité d'économie politique, 1832;
- Adolphe Blanqui, cap. XXX, in Guillaumin (a cura di), Histoire de l'économie politique en Europe, Parigi, 1837.
- Karl Marx, cap. XXXVI - Il periodo precapitalista, in Il Capitale [Das Kapital], Le procès d'ensemble de la production capitaliste, vol. III, 1865, Marx_1865.

### XX secolo
- Lucien Gillard, La Banque d'Amsterdam et le florin européen au temps de la République néerlandaise (1610-1820), a cura di École des hautes études en sciences sociales, Parigi, 2004, ISBN 2-7132-2014-9, Gillard_2004.

### XXI secolo
- Joost Jonker, Lucien Gillard, La Banque d'Amsterdam et le Florin européen, in Histoire et mesure, vol. XX, n° 3/4, 2005. URL consultato il 15 novembre 2008.
- (EN) Stephen Quinn e William Roberds, The Big Problem of Large Bills: The Bank of Amsterdam and the Origins of Central Banking (PDF), in Federal Reserve Bank of Atlanta, 2005. URL consultato il 15 novembre 2008 (archiviato dall'url originale il 23 luglio 2011).
- (EN) Stephen Quinn e William Roberds, An economic Explanation of the Early Bank of Ansterdam, Debasements, Bills of Exchange, and the Emergence of the First Central Bank (PDF), in Federal Reserve Bank of Atlanta, 2006. URL consultato il 16 dicembre 2008 (archiviato dall'url originale il 27 settembre 2007).
- (EN) Stephen Quinn e William Roberds, The Bank of Amsterdam and the Leap to Central Bank Money, in American Economic Review, vol. 97, n° 2, maggio 2007.